# 隆起函数

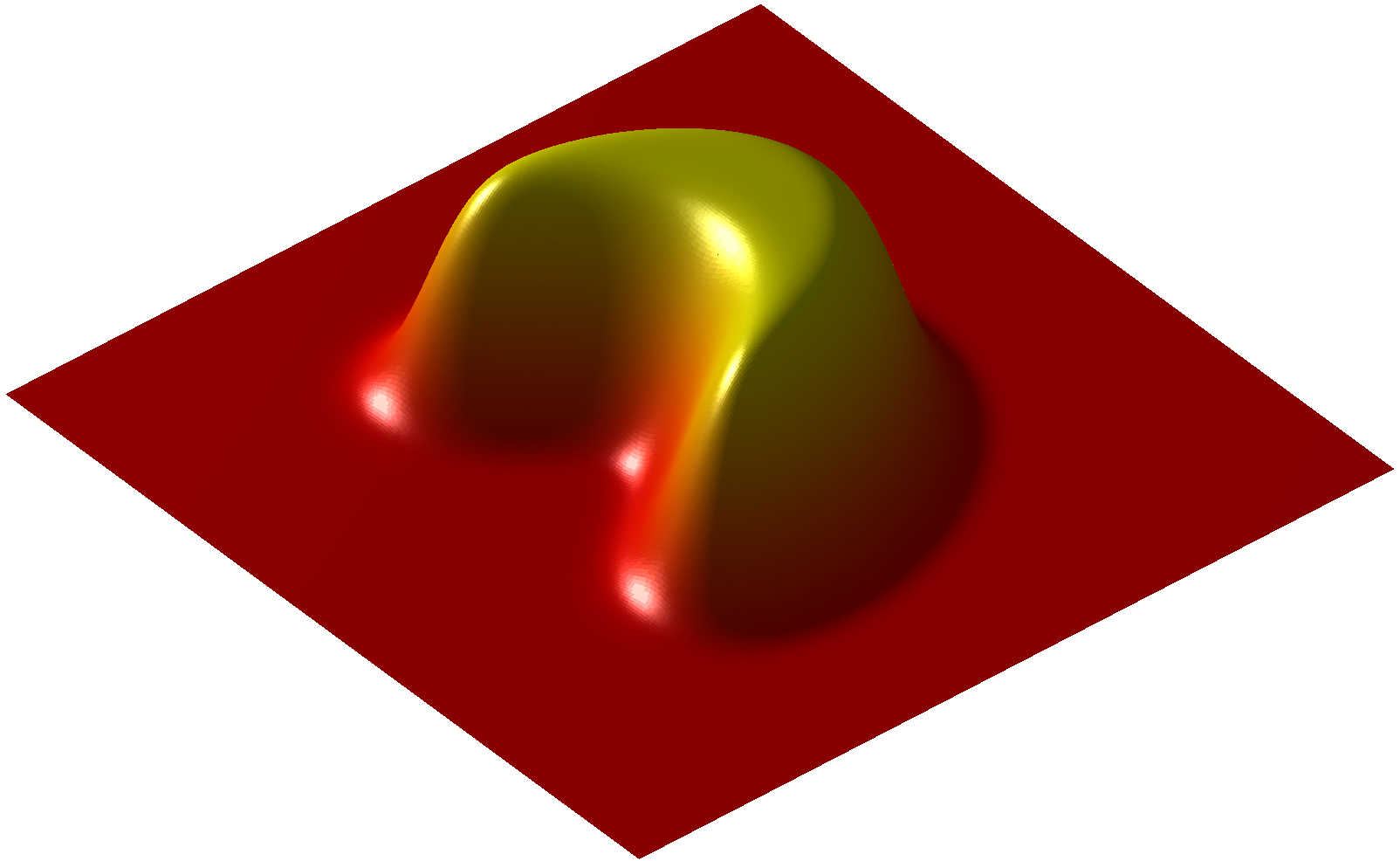
ある二変数の隆起函数の図

数学において隆起函数（りゅうきかんすう、英: bump function）とは、（全ての階数の連続な導函数を持つ意味で）滑らかであり、かつコンパクトな台を持つユークリッド空間 Rn 上の函数のことを言う。Rn 上のすべての隆起函数の空間は、{\displaystyle C_{0}^{\infty }(\mathbf {R} ^{n})} あるいは {\displaystyle C_{c}^{\infty }(\mathbf {R} ^{n})} と表記される。適切な位相を備えるこの空間の双対空間は、シュワルツ超函数の空間である。

## 例

函数 Ψ(x).

次で与えられる函数 Ψ : R → R は、一次元における隆起函数の一例である：
{\displaystyle \Psi (x)={\begin{cases}\exp \left(-{\dfrac {1}{1-x^{2}}}\right)&{\mbox{ for }}|x|<1\\0&{\mbox{ otherwise.}}\end{cases}}}
この形状より、この函数がコンパクトな台を持つことは明らかである。実際、実数直線上の函数がコンパクトな台を持つための必要十分条件は、それが有界な台を持つことだからである。滑らかさの証明は、記事「解析的ではない滑らかな函数」において議論されているものと同様に行うことが出来る。この函数は、単位円板にスケールされたガウス函数 {\displaystyle \exp(-y^{2})} と解釈することが出来る。すなわち、{\displaystyle y^{2}=1/(1-x^{2})} を代入することで、x = ±1 を y = ∞ と解釈することが出来る。
n 変数の隆起函数の簡単な例は、上述の一変数の隆起函数の n 個の積として得られる：
{\displaystyle \Phi (x_{1},x_{2},\dots ,x_{n})=\Psi (x_{1})\Psi (x_{2})\cdots \Psi (x_{n}).}

## 隆起函数の存在

隆起函数の構成法における集合の図

隆起函数は「特殊化」するように構成することが出来る。より具体的に言うと、K を任意の n 次元コンパクト集合とし、U をある開集合で K を含むものとすると、K 上で 1 となり U の外側で 0 となるような隆起函数 φ が存在する。U は K の非常に小さい近傍として取ることが出来るため、K 上では 1 であり K の外側では急速に 0 となるが依然として滑らかな函数を構成することが出来る。
そのような構成法は以下のような手順で表される。U に含まれる K のあるコンパクトな近傍 V を考える。すなわち K ⊂ Vo ⊂ V ⊂ U が成立する。このとき V の特性函数 {\displaystyle \chi _{V}} は、V 上で 1 となり V の外側で 0 となるものである。特に K 上で 1 となり U の外側で 0 となることに注意されたい。しかしこの函数は滑らかではない。鍵となるアイデアは、{\displaystyle \chi _{V}} とある軟化子との畳み込みを取ることによって、わずかに {\displaystyle \chi _{V}} を滑らかなものに変える、というものである。そのようにして得られた函数は、非常に小さな台を持ち、積分が 1 であるような隆起函数となる。その軟化子は、例えば前節の隆起函数 {\displaystyle \Phi } に対して適切なスケーリングを行うことによって得られる。

## 性質と用法
隆起函数は滑らかであるが、恒等的に零でない限り解析的ではない。これは一致の定理の簡単な帰結である。
隆起函数はしばしば軟化子や、カットオフ函数として用いられたり、滑らかな1の分割を構成するために用いられる。それらは、解析学において最もポピュラーなテスト函数の族である。
隆起函数の空間は、多くの演算の下で閉じている。例えば、二つの隆起函数の和、積あるいは畳み込みは再び隆起函数である。また滑らかな係数を持つ任意の微分作用素が隆起函数に適用される場合、別の隆起函数が構成される。
隆起函数のフーリエ変換は（実）解析函数であり、複素平面全体へ拡張することが出来る。したがって、それはゼロでない限りコンパクトな台を持つことはない。実際、整函数であるような隆起函数はゼロ函数のみだからである（ペイリー＝ウィーナーの定理を参照）。隆起函数は無限回微分可能であるため、十分大きな角周波数 |k| に対して、フーリエ変換 F(k) は 1/k の任意の有限のべきよりも必ず早く減衰する。上述の隆起函数
{\displaystyle \Psi (x)=1_{\{|x|<1\}}\exp \left({-{\frac {1}{1-x^{2}}}}\right)}
のフーリエ変換は、鞍点法によって解析することが出来、大きい |k| に対して漸近的に
{\displaystyle |k|^{-3/4}\exp \left(-{\sqrt {|k|}}\right)}
となるように減衰する。